# 박건준
박건준(2000년 9월 26일 ~ )는 대한민국의 축구 선수로, 포지션은 미드필더이다.